# Yie Ar Kung-Fu
Yie Ar Kung-Fu é um jogo de luta desenvolvido e publicado em 1985 pela fabricante japonesa de jogos eletrônicos Konami. Junto com Karate Champ, é considerado por muitos como um dos primeiros jogos do gênero.

## Sinopse
O artista marcial Oolong segue em sua jornada de honra e glória para se tornar o mais habilidoso entre os mestres de Kung-fu. Para isso, ele deve enfrentar os desafios de vários lutadores e artistas marciais de diferentes estilos, um de cada vez. Cada um possui uma barra de energia que diminui a cada golpe. Os golpes são aplicados usando-se os botões de soco e chute disponíveis, bem como combinando-os com movimentos da alavanca direcional.

## Versões
Por sua jogabilidade, desafios e inovações, Yie Ar Kung-Fu se tornou bastante popular dos arcades. A Konami não perdeu tempo e adaptou o jogo para sistemas caseiros, inclusive para o computador mais popular da época, o MSX. A versão MSX possui algumas diferenças, a começar pelo personagem principal, que se chama Lee e é muito semelhante ao personagem Blues da versão arcade. Apresenta também mais alguns personagens e um cenário único. Essa versão serviu de base para o console de 8 bits da Nintendo.
Uma versão para XBox 360 foi lançada em 2007 com gráficos atualizados, porém mantendo a jogabilidade original.

## Continuação
Uma continuação chamada Yie Ar Kung-Fu II: The Emperor Yie-Gah, foi lançada em 1986 para diversos consoles e computadores, exceto o NES. Nessa continuação, o personagem principal é Lee Young, referência ao próprio personagem Lee de Yie Ar Kung-Fu, mais jovem. O game inova no fato de possuir sub-fases de bônus com mini-lutadores voadores, que ao serem derrotados possibilitam o destravamento do item Lamen (que deixa Lee Young invencível por tempo limitado).[carece de fontes?]

## Legado
As regras e jogabilidade de Yie Ar Kung-Fu viriam a se tornar os pilares dos jogos de luta, gênero que se popularizou a partir dos anos 1990, sendo que a Capcom usou muitas dessas ideias para criar Street Fighter, em 1987.